# Мшанец (Теребовлянская городская община)
Мшанец (укр. Мшанець) — село в Теребовлянской городской общине Тернопольского района Тернопольской области Украины.
До 2020 года входило в Теребовлянский район.
Население на 2022 год составляло 1000 человек. Занимает площадь 2,427 км². Почтовый индекс — 48161. Телефонный код — 3551.